# Misure di confinamento nel Regno Unito dovute alla pandemia di COVID-19
Le misure di confinamento nel Regno Unito si riferiscono a tutte le misure igieniche e di distanziamento sociale, note come "barriere", definite a livello nazionale e locale in risposta alla pandemia Covid-19 nel Regno Unito.
Sono ordinate dal governo britannico tramite il primo ministro Boris Johnson dal 23 marzo 2020 per un periodo iniziale di tre settimane come parte delle misure di emergenza (stato di emergenza) per combattere la pandemia di Covid-19 nel Regno Unito.
Tutti i residenti sono tenuti a rimanere nel loro alloggio, tranne che per acquistare cibo e medicine, lavorare o in situazioni di emergenza. Le restrizioni di quarantena hanno reso obbligatorio la chiusura temporanea di negozi e attività commerciali "non essenziali", inclusi bar, ristoranti, pub, caffè, cinema, teatri, palestre, negozi e punti vendita.

## Misure economiche
Sotto la pressione del movimento sindacale, il governo britannico si impegna a istituire una forma di disoccupazione parziale garantendo a ciascun dipendente confinato l'80% dello stipendio. Il provvedimento non riguarda, invece, i lavoratori "autonomi", che rappresentano 5 milioni di persone e più del 20% della popolazione attiva, per i quali il governo prevede solo un assegno previdenziale pari a 101 euro settimanali. Un importo considerato largamente insufficiente per soddisfare i suoi bisogni di base nel Regno Unito. Il sindacato IWGB, che riunisce i lavoratori delle piattaforme digitali, decide quindi di intraprendere un'azione legale contro il governo Johnson.
“Restare a casa in tali condizioni non sarà una possibilità per molti lavoratori iscritti come lavoratori autonomi, che dovranno quindi correre il rischio di uscire e lavorare”, denuncia Dan Dobson, rappresentante del sindacato Unite. Il leader dell'opposizione laburista Jeremy Corbyn nota l'ammissione di Matthew Hancock, ministro della Sanità conservatore: “Ha ammesso di non poter sopravvivere ricevendo una tale somma ogni settimana. Il governo deve fare come ha fatto con i dipendenti, e proteggere il reddito dei lavoratori autonomi e dei contratti a zero ore. In un dibattito alla Camera dei comuni, i parlamentari laburisti hanno costretto il ministro delle finanze a promettere, senza ulteriori dettagli, misure più appropriate a medio termine.